# Robert Simonič (filozof)
Robert Simonič, slovenski filozof, publicist, pesnik in prevajalec, * 26. januar 1966, Jesenice.

### Prevodi
Knjige
- Edmund Husserl, Izraz in pomen, Nova revija, 2006, Ljubljana (COBISS)

Članki
- Dimitrij Ginev, Kognitivni eksistencializem in fenomenologija teoretskih objektov znanosti, 2007 v Phainomeni (COBISS)
- Mirko Wischke, Brez volila, 2007 v Phainomeni (COBISS)
- Mario Ruggenini, Resnica, identiteta, diferenca, 2007 v Phainomeni (COBISS)
- Peter Trawny, O etičnem pomenu sojenja, 2006 v Phainomeni (COBISS)
- Hans-Georg Gadamer, Resnica in metoda. Začetek prabesedila, 2005 v Phainomeni (COBISS)
- Yvanka B. Raynova, Paul Ricoeur : za fenomenološko hermenevtiko evropske zgodovine in vrednot, 2005 v Phainomeni (COBISS)
- Günter Figal, Kant in filozofska hermenevtika, 2005 v Phainomeni (COBISS)

### Avtorska dela
Znanstveni članki
- Vprašanje bistva v Heideggrovem spisu O bistvu resnice, 2006 v Phainomeni  (COBISS)
- O razmerju človeka in tehnike onkraj instrumentalnosti, 2008 v Phainomeni   (COBISS)
- Mišljenje zadržanja, zadržanje mišljenja, 2012 v Phainomeni   (COBISS)
- O neinstrumentalnem razumevanju nečloveških bitij, 2012 v Iluzija ločenosti: ekološka etika medsebojne soodvisnosti (COBISS)
- Filozofija tehnike med Ernstom Kappom in Martinom Heideggrom, 2013 v Phainomeni (COBISS)

Recenzije
- Michel Foucault, Skrb zase, Zgodovina seksualnosti. 3. zvezek, 2003 v Filozofskem vestniku (COBISS)

Pesniške zbirke
- Zvezdenje, Samozaložba, 1991, Jesenice (COBISS)

Izbor objav posameznih pesmi
- [Pesmi], 1993 v Sejalcu (COBISS)
- Kentaver srce, 1994 v Sejalcu (COBISS)
- Globina, 1994 v Sejalcu (COBISS)